# Топола
Вижте пояснителната страница за други значения на Топола.
Тополите (Populus) са род бързорастящи влаголюбиви дървета със сравнително мека дървесина. Листата им са овални. Те са назъбени по краищата и имат заострени връхчета. Държат се за клонките на дълга, сплескана дръжка. На височина дърветата достигат около 25 m и са с широко разперена корона.

## Размножаване
Цъфтят през май заедно с разлистването. Мъжките реси са като цилиндърчета, дълги до 9 cm и са по-дебели от женските. Всеки мъжки цвят има пурпурночервени прашници. След опрашването се появява жълтообагрен завръз. Семето е обвито със снежнобели власинки, които му помагат да се разнася надалеч от вятъра. А в разсадниците семената се засяват по повърхността на лехите заедно с ресите, и то веднага след събирането им, като се покриват със слама или клонки. Младата фиданка расте много бързо. Тополата се размножава и чрез отрязани пръчки (резници).

## Биология
Тополите обичат песъчливите и каменисти почви.
Коренът на тополата се развива плитко под повърхността на земята.

## Разпространение
Тополите се срещат в умерените региони на северното полукълбо, от субтропичните райони на Китай, откъдето произхождат, до бореалните зони. В Северна Америка са разпространени на юг до Мексико. В Африка се срещат в източните части на континента.
В България са разпространени в ниските и топли части на страната, близо до реки.

## Приложение
Дървесината ѝ е мека и намира широко приложение в строителството, за направа на щайги, сандъци, клечки за кибрит, целулоза. Листата се използват за фураж на добитъка. От младите пъпки приготвят масла за парфюмерията. Тополите осигуряват богата паша за пчелите. Като дърво за украса на парковете и за укрепване на бреговете край реките, тополата намира широко приложение. С кората и клонките боядисват вълната в тъмнокафяв цвят. Пъпките и листата се използват в народната медицина. От дървесината приготовляват медицински въглен.

## Видове
Тополите, които се срещат в България, могат да се класифицират по няколко признака, според:
- наименованието си :
- бяла топола (Populus alba),
- черна топола (Populus nigra),
- сива топола (Populus canescens) и
- трепетлика (Populus tremula).[1]

- размер на листата:
- едролистна  20-22, см лист,
- средно листна - 6 до 12 см,
- дребнолистна - 4-6 см,

, като при дребно листната , броят на листата в клон е по-голям, в сравнение с едролистната.
- стъблото биват:
- права топола, която расте по височина до 30,метра, а клоните ѝ са прибрани към стъблото и се разпространява основно по изкуствен начин, чрез разсаждане, като преградна стена към оранжерии (за зеленчуци) от силни ветрове.
- обикновена (Канадска) топола. е със стъбло, разклоняващо се в много посоки и също достига височина 15 - 25, метра. Разсажда се основно за добив на дървен материал, а също и за преградна стена от ветрове, покрай пътища и реки.

## Други
На тополата е наречена улица „Кавак“ в квартал „Княжево“ в София (Карта).